# Stade français Paris rugby
Pour les articles homonymes, voir Stade français (homonymie).
Nota bene : l’article orthographie « français » et « rugby » sans majuscules car les adjectifs n’en portent pas dans les noms composés, sauf exception. Voir Usage des majuscules en français.
Maillots
Actualités
Dernière mise à jour : 23 septembre 2024.
Le Stade français Paris est un club de rugby à XV français fondé en 1883 et basé dans le 16e arrondissement de Paris. Il évolue au stade Jean-Bouin, stade parisien destiné à la pratique du rugby à XV et situé à côté du Parc des Princes.
Il est issu de la fusion des sections rugby des clubs omnisports parisiens du Stade français et du CASG (Club athlétique des sports généraux), en 1995.
Il a pris un statut de société anonyme à conseil d'administration, adapté au rugby professionnel, par opposition à l'association loi de 1901. Considéré comme l'un des plus grands clubs de l'histoire du rugby français, il possède un riche palmarès avec quatorze titres de champion de France (1893, 1894, 1895, 1897, 1898, 1901, 1903, 1908, 1998, 2000, 2003, 2004, 2007, 2015), une Coupe de France en 1999 et un titre en Challenge européen en 2017.

## Historique

### Les origines

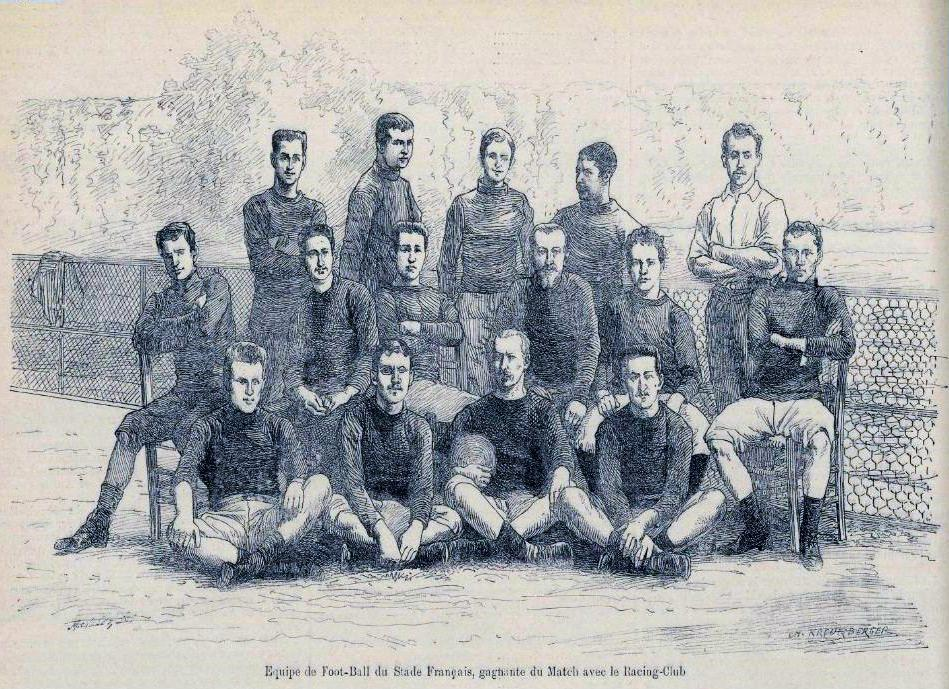
Première représentation connue des joueurs (1891).

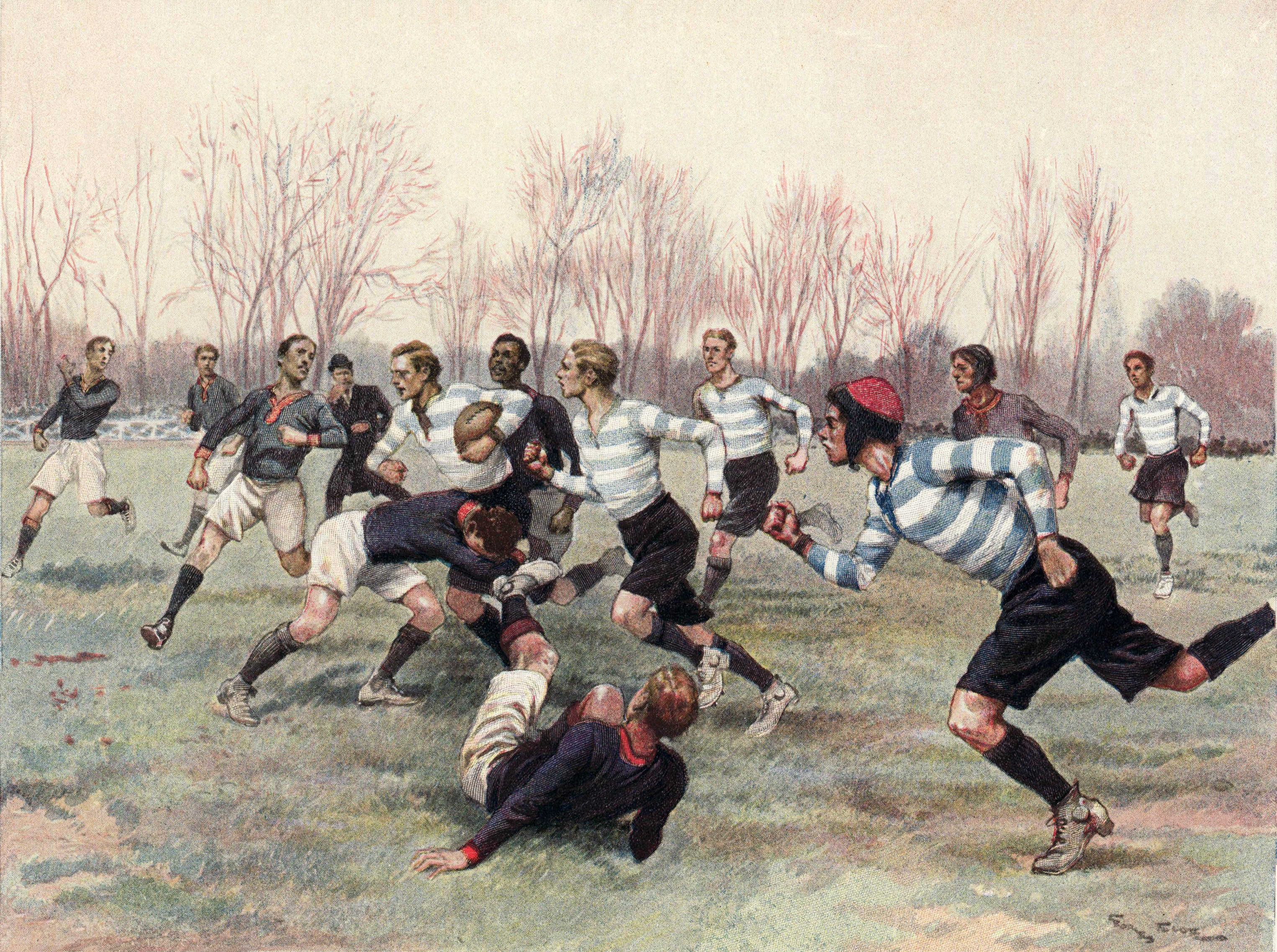
Première finale du championnat en 1892 et derby parisien entre le Stade français (marine) perd face au Racing (ciel et blanc).

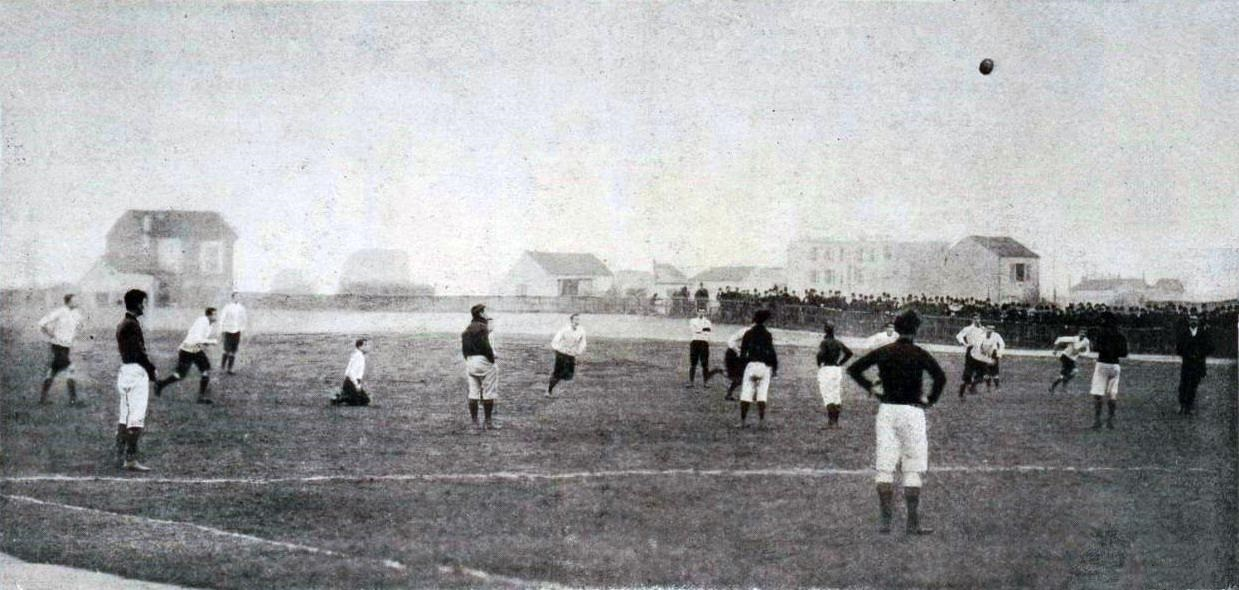
Stade français - Cooper's Hill, 1898.

Le Stade français est une institution sportive fondée en 1883 (ou 1887, selon les sources) à la suite de discussions au café Procope entre des élèves du lycée Saint-Louis, boulevard Saint-Michel à Paris. Il s'agit alors de faire du sport, notamment de la course à pied, mais rapidement, certains lycéens s'intéressent à ce « rugby football » pratiqué par des étudiants britanniques de Paris, et qui devient la discipline phare du club. Évidemment, vu ses conditions de création, le Stade « français » n'est, à ses débuts, pas un club populaire. En effet, les lycées ont alors un recrutement fortement bourgeois et surtout aristocratique, comme le montrent les compositions d'équipes de l'époque (sept joueurs portant un nom à particule jouent la première finale du championnat, quatre côté Racing club de France, trois côté Stade français), ce qui explique sans doute en partie cet engouement pour une discipline pratiquée par les Britanniques de la bonne société qu'il était de bon ton d'imiter alors. Georges Pastre attribue aussi cet intérêt des jeunes lycéens au fait que le rugby « leur parut bientôt le plus intellectuel de tous les sports ».
Les premières rencontres se font contre ces Britanniques de Paris, et ce seraient eux qui auraient accolé l'adjectif « français » au nom de « Stade », choisi par les étudiants en hommage aux athlètes de l'antiquité. Le Stade recrute même plusieurs Britanniques, dont C. Heywood, professeur au lycée Buffon et demi d'ouverture, qui sera le capitaine de l'équipe vaincue par le Racing club de France lors de la première finale de 1892.
Le Stade est le premier club français à participer seul à un match de rugby international en 1892 à Londres, face à Rosslyn Park. Le 28 mars 1894, le Stade français retrouve cette équipe de Rosslyn Park à Bécon-les-Bruyères, pour une première victoire hexagonale face à une équipe non française, sur le score de 9 à 8. Le capitaine est alors Louis Dedet. En 1892, le club estudiantin du Paris FC reçut également Rosslyn Park, mais dut s'incliner.
Entre 1893 et 1908, les Stadistes sont huit fois champions de France. Le club dispute bien la finale du championnat 1927, mais il devra attendre 90 ans avant de renouer avec le titre national. Le club tombe une première fois en Deuxième Division en 1947, remonte immédiatement, mais pour la seule saison 1948-1949 qui se solde par un match nul, neuf défaites et aucune victoire. Il évolue ensuite en deuxième et troisième divisions jusqu'au début des années 1990.
Le Stade français fournit énormément d’internationaux aux premières équipes de France. Cinq d’entre eux participent au premier match du XV de France, disputé le 1er janvier 1906 contre les All Blacks, dont Henri Amand qui devient le premier capitaine de l’histoire du rugby national. Au total, plus d’une cinquantaine de Stadistes porteront le maillot de l’équipe de France.

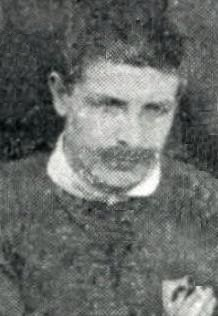
Henri Amand, six fois champion de France avec le Stade français est le premier capitaine de l'équipe de France.

### Fusion avec le CASG Paris
En 1992, le Stade français est repris par Max Guazzini, l’un des fondateurs de la station de radio NRJ dont il était alors vice-président et directeur général des programmes. Ce passionné de rugby, originaire du Sud-Est et juriste de formation, décide de relancer à Paris le rugby de club de haut niveau, qui souffrait des déboires du Racing club de France. Le Stade Français végète depuis des années entre série régionales d'Ile de France et divisions fédérales. Il y injecte de l’argent, le restructure et le 15 mai 1995, provoque la fusion de la section rugby à XV du Stade français avec celle du CASG Paris qui évolue alors en groupe B, et donne lieu à la naissance du Stade français-CASG. Le CASG Paris lui-même locataire du Stade Jean-Bouin, site qui reste la propriété de la Mairie de Paris, est l'organisateur historique du Challenge Jean Bouin pendant ses dernières années.

#### L’ère Laporte
Son premier coup de maître est l’engagement comme entraîneur de Bernard Laporte, qui entraînait alors le Stade bordelais. Avec lui à sa tête, le club franchit chaque année un échelon.

Pour sa première saison à la tête du club parisien, il remporte le titre de champion de France de groupe B en 1996.
Ayant rejoint le groupe A2 (ancêtre de l’actuelle Pro D2) pour la saison 1996-1997, le club se renforce de manière significative avec notamment les arrivées de Hervé Chaffardon, capitaine des mammouths de Grenoble, privé du Bouclier de Brennus 3 ans plus tôt à la suite d’une finale polémique après une erreur d’arbitrage et de la première ligne de Bègles-Bordeaux championne de France 1991.
Premier de sa poule devant Montpellier, il monte immédiatement en groupe A1 de première division pour la saison 1997-1998.
Dès sa première saison au plus haut niveau, le Stade français est sacré champion de France à l’occasion de la première finale disputée au Stade de France, en battant Perpignan en 1998.
1 an plus tard, Bernard Laporte sera appelé à diriger l’équipe de France mais restera proche du club.
XV de départ des champions de France 1998 :
1. Serge Simon 2. Vincent Moscato 3. Philippe Gimbert 

4. David Auradou 5. Hervé Chaffardon 

6. Marc Lièvremont 8. Christophe Juillet 7. Richard Pool-Jones 

9. Christophe Laussucq 10. Diego Dominguez 

11. Emori Bolo Bolo 12. Cliff Mytton 13. Franck Comba 14. Christophe Dominici 

15. Arthur Gomes 

#### Les années 2000

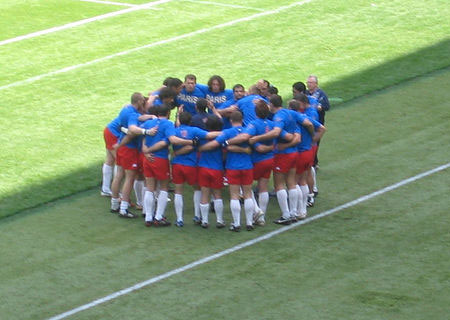
Le Stade français Paris au Parc des Princes en 2005.

Il remporte cinq autres titres nationaux (2000, 2003, 2004, 2007 et 2015), et dispute trois autres finales perdues : deux en 2005 après prolongations, l’une nationale, contre Biarritz, l’autre européenne, contre le Stade toulousain, et une autre en Coupe d’Europe (2001) — incontestablement le « Graal » du club — contre Leicester.
Le titre de 2000 arrive dans des circonstances étranges. Les joueurs ne s’entendant pas avec l’entraîneur d’alors, Georges Coste, ils fomentent un « putsch » qui se solde par le départ du Catalan en mai. C’est virtuellement sans entraîneur qu’ils arrivent en finale, même si Fabrice Landreau a pris les rênes techniques de l’équipe et que Bernard Laporte a avoué par la suite avoir suivi l'équipe à la demande de Max Guazzini.
L’Australien John Connolly, futur entraîneur en chef des Wallabies, amena le Stade en finale de la Coupe d’Europe en 2001. Il fut remplacé en 2002 par le Sud-Africain Nick Mallett, ancien joueur de Saint-Claude et de l’ACBB qu'il fit remonter en Première division, et ancien entraîneur des Springboks qu’il mena à une série record de 17 victoires consécutives en 1997 et 1998. Celui-ci fut à l’origine de deux nouveaux titres nationaux consécutifs en 2003 et 2004. C’est l’ancien capitaine du XV de France et du club, Fabien Galthié, qui lui succède. Sous sa houlette, dès sa première année en tant qu'entraîneur, le Stade dispute deux nouvelles finales, en coupe d'Europe face au Stade toulousain (défaite après prolongations 12-18) et en championnat face au Biarritz olympique (défaite 34-37 après prolongations également).
En 2005-06, le club est éliminé lors de la phase de poules de la Coupe d'Europe, puis tombe en demi-finale du championnat de France contre Toulouse (9-12).

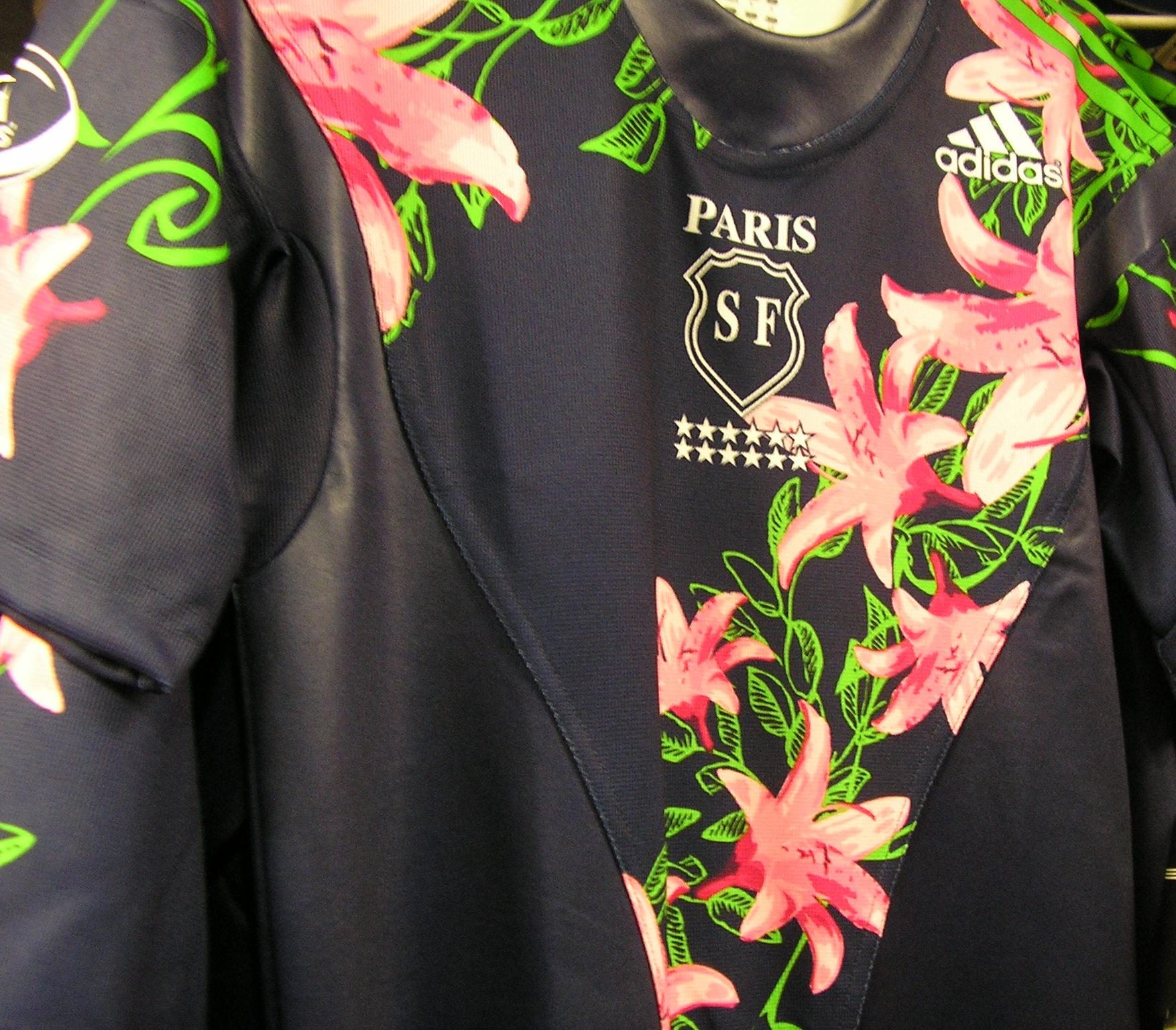
Maillot extérieur du Stade français Paris pendant la saison 2006-2007, orné du lys.

En 2007, après une nouvelle désillusion en Coupe d'Europe (défaite d'un point sur le terrain de Leicester, futur finaliste, en quart de finale), le Stade renoue avec un titre en remportant le championnat de France contre l'ASM Clermont Auvergne (23-18). Handicapés par les blessures d'un bout à l'autre de la saison (avec jusqu'à une quinzaine de joueurs sur le flanc en même temps), les Parisiens réalisent l'exploit de demeurer en tête du championnat de la première à la dernière journée, avant de battre Biarritz double tenant du titre en demi-finale, puis Clermont, vainqueur du Challenge européen 15 jours auparavant et fort de tout son effectif. La finale vaudra pour le suspens qui verra le vainqueur changer quatre fois au cours du dernier quart d'heure, le Stade inscrivant l'essai décisif à trois minutes du terme par Radike Samo.
Ce treizième titre marquera la fin d'une époque pour le stade. En effet, de nombreux joueurs emblématiques de la dernière décennie prennent leur retraite (David Auradou, Agustín Pichot, Mathieu Blin et Mike James) ou quittent le club (Fabien Galthié, Sylvain Marconnet, Rémy Martin) au cours des saisons qui suivent. Si le club parvient néanmoins à se qualifier pour les demi-finales (toutes deux perdues) lors des saisons 2007/2008 et 2008/2009, les quatre suivantes sont très décevantes, car le club n'arrive pas à accrocher les phases finales du Top 14. En 2011 et 2013, les parisiens arrivent néanmoins à se qualifier pour la finale du Challenge européen, la petite coupe d'Europe, qu'ils perdent toutes les deux, 19 à 18 contre les Harlequins lors de l'édition 2011 et 34 à 13 contre le Leinster en 2013.
Après ces dures années de problèmes sportifs et financiers, la saison 2013-2014 marque le début du retour au premier plan du Stade français grâce à une politique de confiance aux jeunes qui commence enfin à montrer ses fruits, associée à une volonté de miser sur la continuité au niveau de l'effectif.
Symboles du renouveau du club, Jules Plisson, Arthur Bonneval, Rabah Slimani et Alexandre Flanquart font leurs premiers pas en équipe de France et le club se montre enfin capable de rivaliser avec les cadors du championnat et de retrouver les phases finales du Top14 pour la première fois depuis 2009.
Pourtant leader à la 18e journée, affaibli par les doublons et disposant d'un banc moins riche que ses adversaires, Paris connaîtra une fin de saison très décevante et finira à seulement un point du sixième, dernier qualifié en barrage.
Mais les joueurs ne connaîtront pas le même destin lors de saison suivante, 2014/2015, qui les voient retrouver enfin les phases finales et la qualification pour la grande Coupe d'Europe (ERCC). Année marqué également par le départ de deux joueurs emblématiques en la personne du demi de mêlée Jérôme Fillol et du troisième ligne Pierre Rabadan (17 ans au club dont 14 saisons professionnelles).
Le Stade français bat le Racing Métro et le Rugby club toulonnais (pourtant champion de France et triple champion d'Europe en titre) respectivement en barrage et en demi-finale avant de remporter finalement le 14e Brennus de leur histoire face à l'ASM Clermont Auvergne, comme en 2007.

## La période moderne: soutien populaire, stades et communication

### Ère Max Guazzini
Quand il devient président, Max Guazzini sait qu’il faut faire parler de son club pour qu'il se développe dans une ville aussi anonyme que Paris, où vit une population sinon peu rugbyphile dans sa majorité, du moins sans club auquel s'attacher. Petit à petit, grâce à des « coups médiatiques », entourant des performances sportives exceptionnelles sans lesquelles rien ne serait possible, le club se construit et s’enracine.
Comprenant que les Parisiens sont difficiles à fidéliser, Max Guazzini tente d’abord une nouvelle approche tarifaire afin d’attirer le chaland. En 1996, alors que le Stade évolue dans le groupe A2, il ouvre gratuitement Jean-Bouin. 7 000 spectateurs assisteront ainsi à des rencontres contre Lourdes ou Valence-d’Agen. Par la suite, les femmes pourront entrer sans payer à certains matchs. Il affirme à l’époque : « À Paris, aucun club n’a jamais fait d’entrées. Même quand le Racing était champion de France en titre, ou en passe de le devenir. Moi, je préfère avoir 7 000 personnes heureuses dans notre stade que 200 qui rapportent une poignée de francs. C’est une question de philosophie. » « Nous avons en Île-de-France plus de 20 % de la population de notre rugby et je trouve anormal que les stades soient vides. Ça ne pouvait plus durer ! ».
Parallèlement à la question des tarifs, Guazzini envisage le match comme l'élément principal d'une sortie en famille et travaille l'animation avant, pendant et après le match : pom-pom girls, musique, jingles ponctuant les points marqués, cloches qui sonnent à la fin de chaque mi-temps, voiture télécommandée apportant le tee au buteur, hymne du club entraînant (I Will Survive de Gloria Gaynor, bien avant qu’il soit repris par l’équipe de France de football) etc. Homme de show-business, il enrôle Mathilda May, Madonna et Naomi Campbell comme marraines. Cette stratégie vise ouvertement le public féminin et familial et fonctionne car beaucoup de femmes et d’enfants composent désormais le public du club.
Le calendrier des Dieux du Stade, dans lequel des joueurs célèbres posent pour des photos dénudées en noir et blanc, défraie la chronique dès sa première apparition en 2001. En un sens, il est le symbole de l’esprit du club, mêlant de l’innovation, un brin de provocation et un peu de business.
Comme tout grand club sportif, le Stade français est aussi une entreprise. Le club promeut ainsi la marque Stade français au travers d’une ligne de vêtements et d’objets dérivés de toute nature. Depuis 2005, le phare de la collection est le maillot rose, couleur considérée comme aux antipodes de la virilité affichée des rugbymen, qui déconcerte le monde du rugby en septembre 2005, lorsque les joueurs de l’équipe première du club l’endossent pour un match de championnat à Perpignan. Malgré la défaite sportive, le Stade français tient un succès commercial phénoménal. 20 000 exemplaires du maillot fabriqué par Adidas sont vendus en 2005-2006. L’année suivante, deux nouveaux dessinés par la maison Adidas sont lancés : l’un rose, l’autre bleu marine orné de lys roses (et non de fleurs de lys, à la connotation héraldique) (voir photo). Le motif du lys est décliné sur une coque pour téléphone portable L’objectif du club pour 2006-2007 est de vendre 100 000 maillots au total.
Aux critiques qui affirment qu’il dénature le rugby avec ses « provocations » et son insistance sur la communication, notamment à ceux qui se déclarent garants de l’esprit traditionnel du sport, Guazzini répond que cela est nécessaire, car pour que le rugby devienne un sport réellement populaire et national, il doit aller au-delà de son public naturel : « La com’ ne doit pas s’adresser aux initiés. Ce ne sont pas eux qu’il faut draguer, ce sont les autres. Il faut capter l’intérêt de tous ceux qui ne connaissent pas le rugby. Ou mal… Ou pas assez… Il faut donc un regard décalé. [...] Le rugby n’est plus un sport amateur. [...] Il faut être créatif. (…) Les initiés qui parlent aux initiés, très peu pour moi. » Parlant des réceptions d’après-match, il égratigne au passage les gardiens du temple du Sud-Ouest : « C’est un peu dépassé l’éternelle tente avec les bandas, le foie gras et le saucisson. Il ne faut pas se limiter à la culture Sud-Ouest qui ne représente quand même pas toute la France. ».

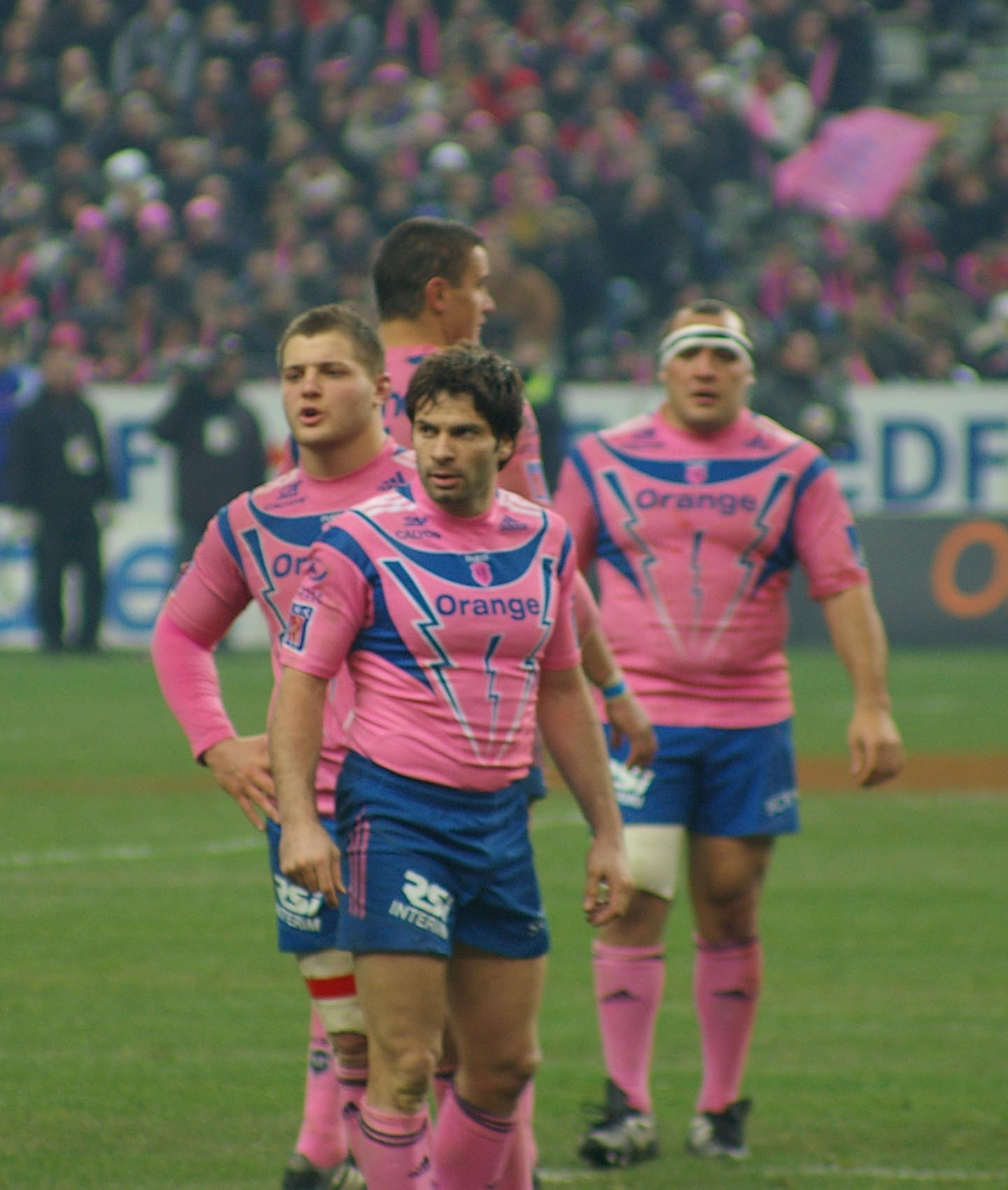
Le Stade français Paris s'essaie au rose (ici Christophe Dominici au premier plan).

Guazzini reste néanmoins attaché à certaines traditions. Dès son arrivée en 1992, il impose ainsi aux joueurs de porter le blazer et la cravate officiels du club. « Je ne tolère aucun laisser-aller. La tradition rugby c’est blazer-cravate et je trouve ça très bien. »
Il faut environ dix ans pour que le club trouve enfin son enracinement populaire. Le Stade joue presque tous ses matches à domicile à guichets fermés. Devant les limites du stade Jean-Bouin (10 000 places environ), et toujours désireux de promouvoir son club en l’attente d’un stade plus grand, Guazzini se veut toujours plus ambitieux. En avril 2005, il souhaite organiser un premier match au Parc des Princes, situé en face du stade Jean-Bouin, à l'occasion du quart de finale de la Coupe d’Europe contre Newcastle. Le succès est total : le match se joue à guichets fermé (48 000 spectateurs environ).
Guazzini veut donc logiquement remettre cela à l’occasion d'un match de championnat contre Toulouse et d'un match de Coupe d'Europe contre Leicester à l'automne. Mais cette fois-ci, les dirigeants du Paris Saint-Germain s'y opposent, craignant les dégâts que les rugbymen causeraient à la pelouse. Guazzini, vexé et choqué par le peu de solidarité du voisin, affirme qu’il remplira le Stade de France. Grâce à une stratégie commerciale agressive (la moitié des places est proposée à 5 ou 10 €, des sponsors sont démarchés) et une communication efficace, il parvient à ses fins : le 15 octobre 2005, le Stade français Paris bat le record mondial d'affluence pour un match de championnat de rugby à XV de saison régulière (79 502 spectateurs). Il récidivera trois fois : contre Biarritz (4 mars 2006, 79 604 spectateurs), puis toujours contre Biarritz (14 octobre 2006, 79 619 spectateurs) et enfin contre Toulouse (27 janvier 2007, 79 741 spectateurs).
Au-delà de la politique tarifaire, le dispositif d’animation est très renforcé au Stade de France : milliers de drapeaux bleus ou roses posés sur les sièges, chanteurs et musiciens célèbres (les Tambours du Bronx le 15 octobre 2005, Michel Delpech le 27 janvier 2007), artistes de cirque, karaoké géant, défilé des enfants des écoles de rugby de la région parisienne (27 janvier 2007) arrivée du ballon à chaque fois différente et spectaculaire, apporté une fois sur un char tiré par deux chevaux (15 octobre 2005), une fois par Miss France 2006 émergeant d'un œuf géant au centre du terrain (27 janvier 2007), danseuses du Moulin rouge, combats de catch, les Gipsy Kings (13 mai 2007), feu d'artifice après la rencontre etc. Chaque match est prétexte à de nouvelles idées originales.
Les détracteurs font remarquer qu'il n'est pas difficile de remplir le Stade de France avec une politique tarifaire aussi basse. Pierre Blayau, le président du Paris Saint-Germain, qui refusa de prêter le Parc des Princes en 2005, affirma même à cette occasion : « Je trouve leur communication [...] un peu excessive. [...] Je ne sais pas combien de demandes j'aurais eues si on avait programmé un PSG-Lyon avec des billets à trois, cinq ou sept euros. Peut-être 400 000 ».

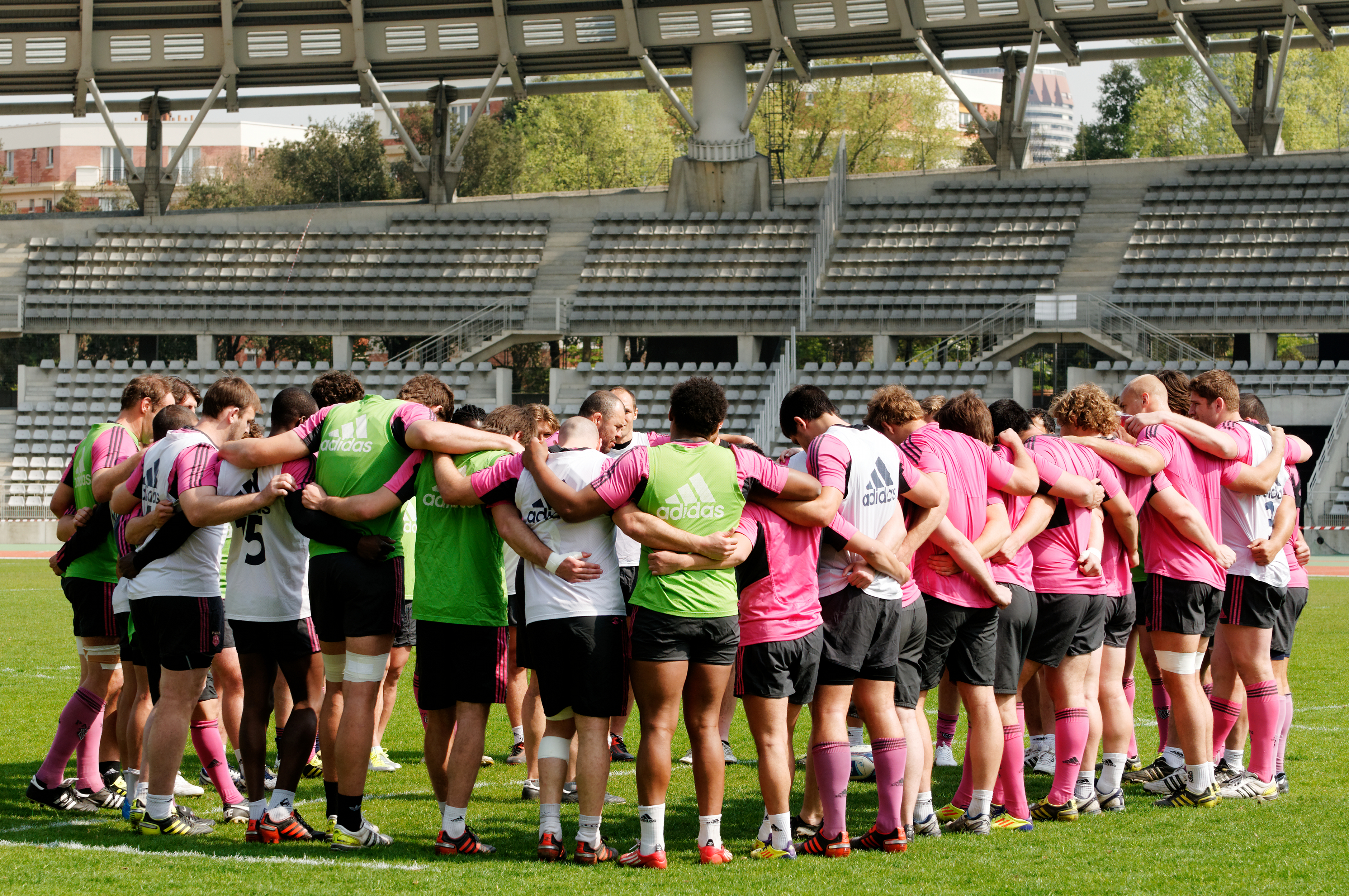
Le Stade français au Stade Charléty en 2012.

La nouvelle direction du Paris Saint-Germain a toutefois accepté d'accueillir à nouveau le Stade français à l'occasion d'un match de Coupe d'Europe contre les Sale Sharks, le 10 décembre 2006 (44 112 spectateurs). Quant au match de Coupe d'Europe contre Leicester, il se joua finalement au stade Charléty. Le stade Roi-Baudouin à Bruxelles et le stade Félix-Bollaert de Lens avaient offert leurs services, mais le maire de Paris Bertrand Delanoë, très proche de Guazzini et bailleur de fonds du club, avait mis son veto, affirmant que le Stade français était un club parisien et qu'il se devait donc de jouer à Paris.
Depuis 2004-2005, le Stade français Paris a joué dix fois hors de Jean-Bouin en championnat, dont cinq fois au Stade de France et quatre au Parc des Princes, auxquels s'ajoutent la saison 2010-2011 joué quasi intégralement au stade Charléty. Trois rencontres supplémentaires devraient se tenir au Stade de France lors de la saison 2007-08 contre Clermont-Ferrand, Toulouse et Biarritz. Néanmoins, ces matchs de gala ne peuvent être organisés plus de deux à trois fois par an et ne masquent pas ce qui, selon Max Guazzini, est le problème principal du Stade français Paris : l’absence d’un vrai stade consacré exclusivement au rugby, base indispensable pour développer sérieusement le club en accueillant le public dans des conditions de confort raisonnable. Guazzini démarcha pendant de longues années la mairie de Paris dans ce but, affirmant que le club risquait de redescendre en Pro D2 et menaçant de démissionner s’il n’avait pas gain de cause. Après maintes discussions et recours, le projet de nouveau stade est définitivement adopté par la mairie de Paris le 29 mars 2010. Le permis de construire est délivré le 12 mai et la destruction de l'ancien stade commence dès la saison 2009/2010 terminé. Doté d'une capacité de 20 000 places, le nouveau Jean-Bouin est inauguré le 30 août 2013 par une belle victoire (38-3) contre le Biarritz Olympique.
En avril 2011, le magazine le 10 Sport annonce la mise en vente du club par son propriétaire Max Guazzini. En effet, le club est en proie de graves problèmes financiers, notamment à cause du dépôt de bilan de sa régie publicitaire et actionnaire minoritaire Sportys.

### Ère Thomas Savare

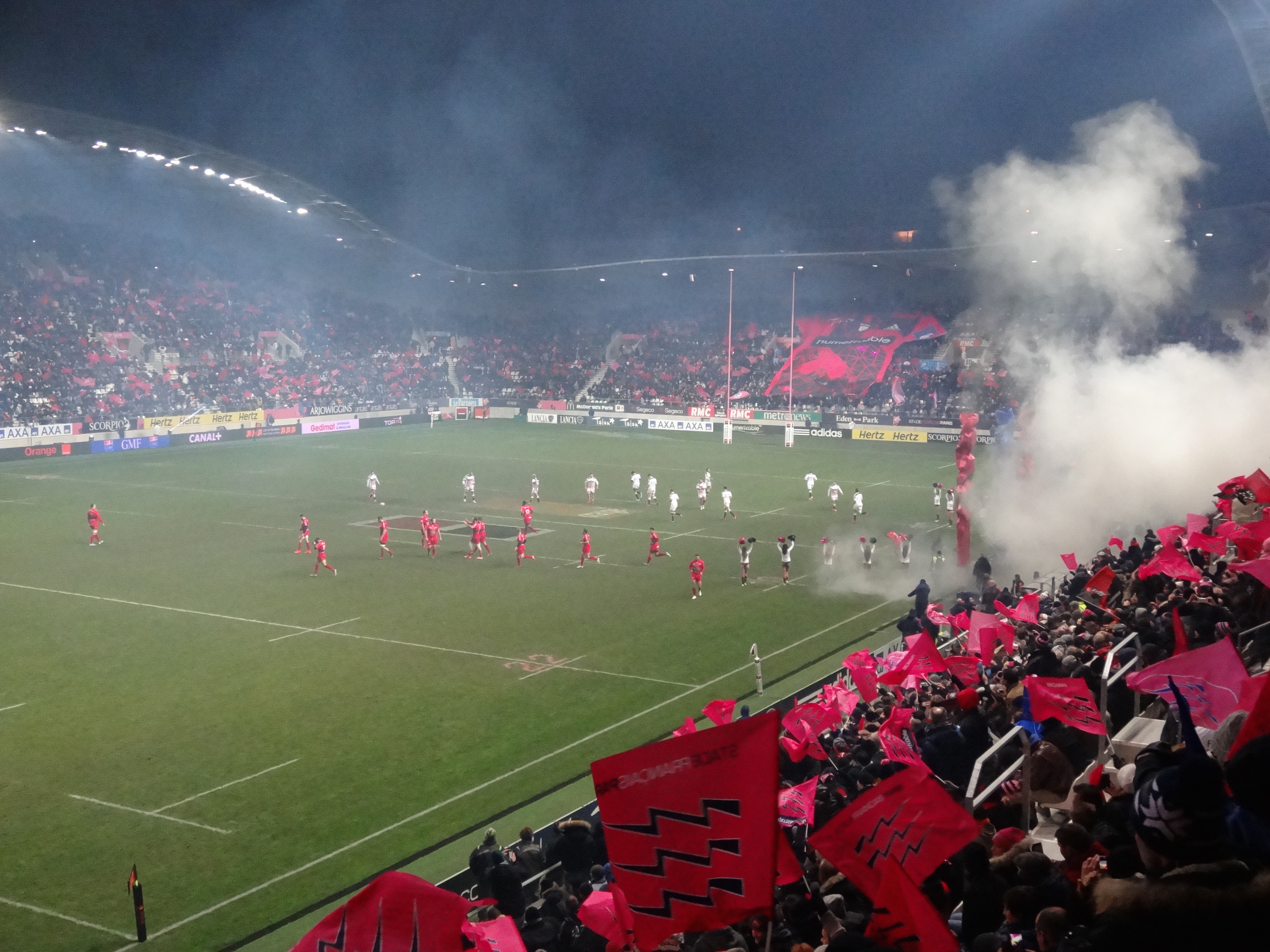
Animations du Stade français au nouveau Jean-Bouin (2014).

À cette date, Thomas Savare, directeur général du nouvel actionnaire, le groupe Oberthur Fiduciaire, prend la présidence du club à la place de Max Guazzini. Il investit 11 millions d'euros dans le club, se sépare de Bernard Laporte et choisit l'ancien troisième ligne du club parisien Richard Pool-Jones comme vice-président. Durant sa campagne européenne 2012-2013, le Stade français a multiplié les délocalisations en jouant des matchs de Challenge européen au Stade Océane du Havre, au MMArena du Mans et au Stade du Hainaut de Valenciennes. En outre, une rencontre de championnat face à Toulon s'est déroulée le 30 mars 2013 au Stade Pierre-Mauroy de Lille.
Au cours des exercices suivants, le Stade français reste régulièrement déficitaire conduisant son actionnaire principal à des réinvestissements significatifs. Cette situation engendre des tensions significatives au sein de la famille actionnaire d'Oberthur Fiduciaire. En septembre 2014, les sœurs de Thomas Savare, Marie et Emmanuelle, également actionnaires du groupe Oberthur Fiduciaire et opposées à cet investissement décident ainsi de s'opposer dans la presse à la poursuite de cet investissement, qu'elles jugent sans finalité économique et qualifient de puits sans fonds. De son côté, Thomas Savare parle d'un « investissement passion » et indique continuer à œuvrer pour que le club atteigne l'autofinancement.

#### Fusion avortée avec le Racing 92
Le lundi 13 mars 2017, le président du club, Thomas Savare, annonce le projet de fusion avec le club voisin du Racing 92 pour la saison 2017-2018. Le lendemain, les joueurs du Stade français décident, après s'être réunis, de déposer un préavis de grève pour une durée illimitée pour demander l'annulation de la fusion. Ils ne participent plus ni aux entraînements ni aux matchs. Devant les fortes réticences, les deux présidents décident de renoncer au projet quelques jours plus tard. Le 19 mars, Jacky Lorenzetti puis Thomas Savare s'en expliquent chacun leur tour dans un communiqué,.

### Ère Hans-Peter Wild
Le 14 mai 2017, Thomas Savare annonce son choix de confier le club de la capitale à l'entrepreneur suisse, le Dr Hans-Peter Wild, et remet les clés à son successeur. L'offre de l'homme d'affaires suisse a été préférée à la proposition faite par d'anciens joueurs et un pool d'investisseurs. Le fondateur de Capri-Sun, grand fan de rugby et amoureux de Paris, annonce son envie d'être à la tête du club parisien pour le long terme. Il souhaite faire grandir le club tant au niveau national qu'au niveau international.
Pour mener à bien son projet, il nomme Hubert Patricot, ancien président de la division Europe de Coca-Cola Enterprises, à la présidence du club et Fabien Grobon à la direction générale.

#### Le projet sportif
Dès le rachat du club, le Dr Hans-Peter Wild confie à Robert Mohr le soin d’initier le nouveau projet sportif. Dès le milieu de la saison 2017-2018 commencée avec les équipes et joueurs en place ou encore disponibles sur le marché des transferts, de nombreux changements sont initiés : le nouveau projet sportif se construit à compter d’avril autour d’Heyneke Meyer, ancien sélectionneur de l'équipe d'Afrique du Sud, qui s’allie les services de techniciens reconnus du rugby (Pieter de Villiers, Mike Prendergast) et de Paul O'Connell, deuxième ligne irlandais qui cumulent 108 capes avec sa sélection. Il renforce également l’effectif professionnel avec l’arrivée de nouvelles recrues pour la saison 2018-2019, dont les internationaux Gaël Fickou, Yoann Maestri ou Nicolás Sánchez.

#### Repositionnement de la marque et nouveau logo
Un autre chantier urgent du Dr Hans-Peter Wild est de repositionner la marque et de repenser le logo du club pour marquer la transition et écrire un nouveau chapitre de son histoire. Pour cristalliser une histoire d’amour avec la capitale qui dure depuis 135 ans, le Stade français Paris intègre désormais « Paris » au cœur de son blason qui conserve sa forme. La couleur rose, emblème de la différence assumée du club et de sa créativité, est conservé ; les éclairs, éléments importants de l'ADN du club, évoluent et incarnent dynamisme et reconquête[réf. nécessaire].
Le nouveau projet sportif et le nouveau logo sont à la fois un hommage au passé prestigieux du club et un appel à des ambitions nouvelles : c’est la (R)évolution présentée au stade Jean-Bouin le 16 mai 2018, date anniversaire du premier titre de champion de France de l’ère Guazzini (en 1998, contre Perpignan). Lors de cet événement réunissant plusieurs milliers de personnes, les anciens joueurs du Stade français Paris sont mis à l’honneur en introduction et les nouvelles ambitions du club pour les 5 années à venir sont présentées[réf. nécessaire].

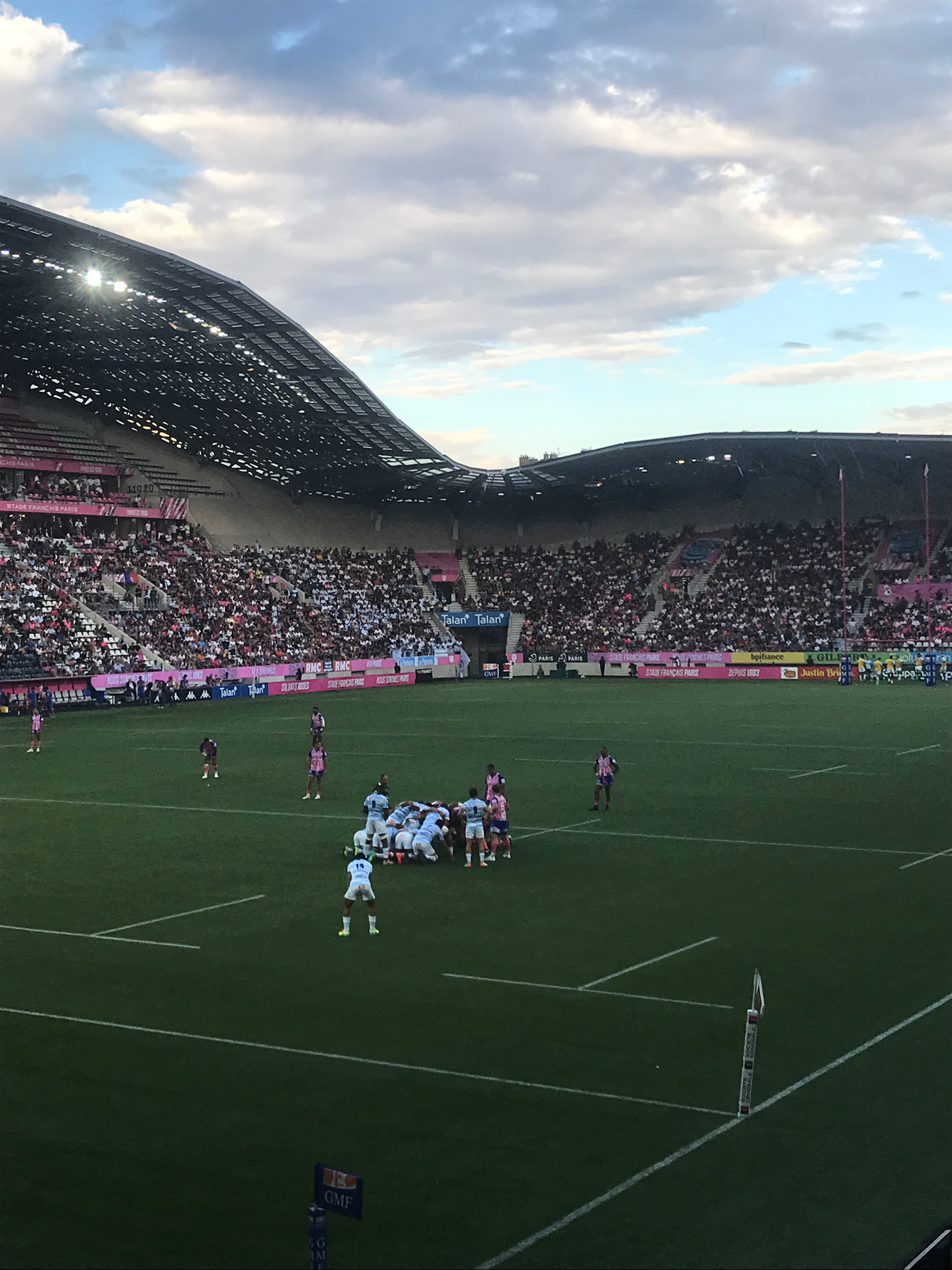
Le Stade Français face au Racing 92 en septembre 2021.

En 2018, Robert Mohr laisse le poste de directeur sportif du club à Heyneke Meyer et devient lui responsable du développement sportif. Le 10 janvier 2019, il est relevé de ses fonctions et mis à l'écart par le club.
La saison 2019-2020 au Top 14 démarre très mal, le club étant lanterne rouge après neuf journées. Le président Hubert Patricot démissionne le 18 septembre 2019 pour laisser la présidence directe du club au propriétaire Hans-Peter Wild. Le 17 octobre 2019, Thomas Lombard, ancien joueur du club de 1997 à 2004, est nommé directeur général par le président. Il commence sa mission à temps plein après la Coupe du monde de rugby à XV, le 4 novembre 2019. Dominique Martin prends les fonctions de directeur administratif et financier dès le 18 octobre. Le 12 novembre 2019, le directeur sportif Heyneke Meyer présente alors sa démission au président avec effet immédiat.
Le Stade français Paris est deux fois éliminé par le Racing 92 (38-21), à la Défense Arena, en barrage du Top 14 2021, puis (33-20) à Jean-Bouin, en barrage du Top 14 2023.
Durant la saison 2023-2024 du Top 14, ils accèdent de nouveau aux demi-finales, cette fois-ci en qualification directe, qui se tiennent au Matmut Atlantique à Bordeaux, où ils s'inclinent face à l'Union Bordeaux Bègles (20-22).
La saison 2024-2025 se passe assez mal, le club est éliminé en phase de poule de la Champions Cup et il termine à la douzième place du Top 14, frôlant la relégation,.

## Identité visuelle

### Couleurs et maillots

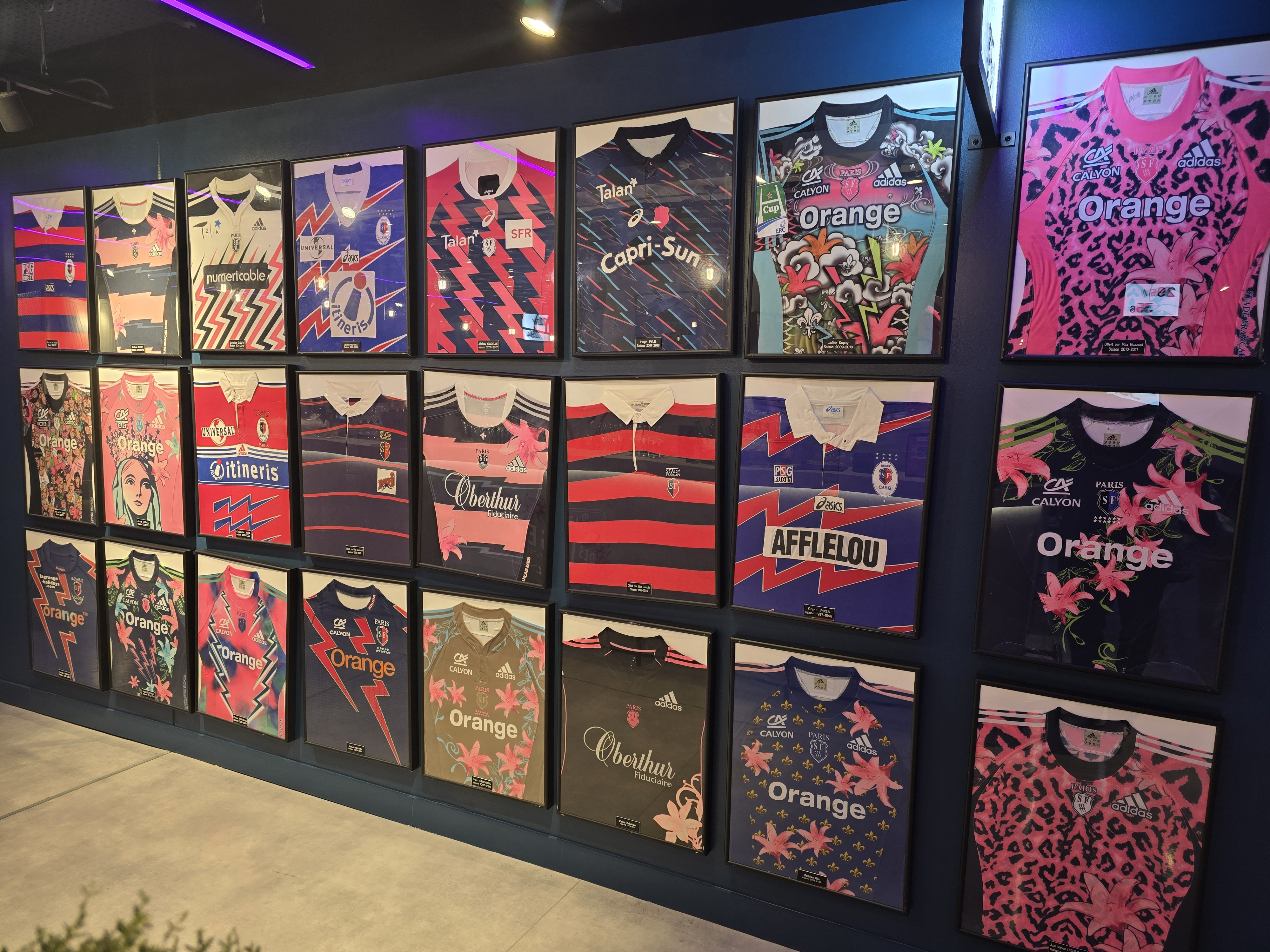
Ensemble de maillots du Stade français exposés au stade Jean-Bouin.

Le Stade français joue traditionnellement en bleu et rouge et les couleurs du CASG Paris sont le bleu ciel, le blanc et le bleu marine. Après la fusion entre les sections rugby des deux clubs omnisports, le nouveau club décide d'adopter les couleurs du Stade français, en jouant avec un maillot bleu, un short rouge mais conserve des chaussettes blanches.
Dans les années 2000, les éclairs font leur apparition sur le maillot du Stade français, symbolisant les trois montées rapides dans la hiérarchie des divisions françaises lors de la décennie précédente.
Quelques années plus tard, le Stade français évolue avec un maillot rose, couleur inédite dans le rugby à XV, qui deviendra en quelques saisons une de ses couleurs principales au détriment du rouge historique.
Le club alterne depuis 2006 entre des ensembles bleu marine à parement rose, rose et bleu ou encore blanc, marine et rose. En 2019 le club utilise un ensemble collector bleu, rouge et blanc pour un match contre le Stade Toulousain. C'est la première fois que le rouge, couleur historique du club, fait son retour après son abandon en 2007. Le rouge est de nouveau utilisé pour la troisième tenue du club à dominante blanche lors de la saison 2020-2021 et pour la tenue extérieure lors de la saison 2023-2024.

### Logo
À l'intersaison 2003, la mention du CASG, entité ayant pris part à la fusion de 1995, disparaît de l'identité visuelle du club,.
Le 16 mai 2018, à l'occasion des 20 ans du premier titre de l'ère professionnel et dans le cadre de sa présentation au public (R)Évolution, un nouveau logo est adopté.

Évolution du logo
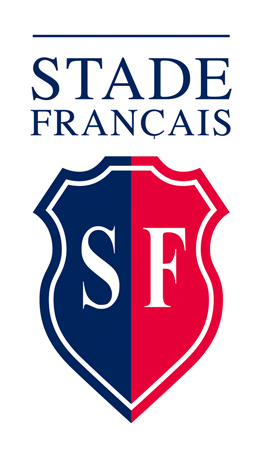
Logo avant la fusion avec le CASG de 1995.
Logo de 1995 à 2003.
Logo de 2003 à 2008.
Logo de 2008 à 2013.
Logo de 2013 au 16 mai 2018.
Logo depuis le 16 mai 2018.

## Résultats sportifs

### Palmarès
| Compétitions nationales | Compétitions internationales                                                                                               | Compétitions nationales disparues | Équipes de jeunes                                                                                                  |
| - Championnat de France : - Champion (14) : 1893, 1894, 1895, 1897, 1898, 1901, 1903, 1908, 1998, 2000, 2003, 2004, 2007, 2015 - Vice-champion (9) : 1892, 1896, 1899, 1904, 1905, 1906, 1907, 1927, 2005 - Championnat de France de 2e série : - Finaliste (1) : 1920 | - Coupe d'Europe : - Finaliste (2) : 2001, 2005 - Challenge européen : - Vainqueur (1) : 2017 - Finaliste (2) : 2011, 2013 | - Championnat de France groupe B : - Champion (1) : 1996 - Coupe de France : - Vainqueur (1) : 1999 - Finaliste (1) : 1998 - Coupe de l'Espérance : - Finaliste (1) : 1916 - Challenge de l'Essor : - Vainqueur (1) : 1993 | - Coupe Frantz-Reichel : - Vainqueur (1) : 1999 - Championnat de France Cadets Alamercery : - Vainqueur (1) : 2006 |

### Historique des saisons
| Saison    | Championnat | Nb équipe/poule | Division          | Classement | Phase finale    | Titres             |
| --------- | ----------- | --------------- | ----------------- | ---------- | --------------- | ------------------ |
| 2023-2024 | Top 14      | 14              | Première division | 2e         | Demi-finale     | -                  |
| 2022-2023 | Top 14      | 14              | Première division | 4e         | Barrage         | -                  |
| 2021-2022 | Top 14      | 14              | Première division | 11e        |                 | -                  |
| 2020-2021 | Top 14      | 14              | Première division | 6e         | Barrage         | -                  |
| 2019-2020 | Top 14      | 14              | Première division | 14e        | -               | -                  |
| 2018-2019 | Top 14      | 14              | Première division | 8e         | -               | -                  |
| 2017-2018 | Top 14      | 14              | Première division | 12e        | -               | -                  |
| 2016-2017 | Top 14      | 14              | Première division | 7e         | -               | -                  |
| 2015-2016 | Top 14      | 14              | Première division | 12e        | -               | -                  |
| 2014-2015 | Top 14      | 14              | Première division | 4e         | Finale          | Champion de France |
| 2013-2014 | Top 14      | 14              | Première division | 7e         | -               | -                  |
| 2012-2013 | Top 14      | 14              | Première division | 10e        | -               | -                  |
| 2011-2012 | Top 14      | 14              | Première division | 7e         | -               | -                  |
| 2010-2011 | Top 14      | 14              | Première division | 11e        | -               | -                  |
| 2009-2010 | Top 14      | 14              | Première division | 8e         | -               | -                  |
| 2008-2009 | Top 14      | 14              | Première division | 4e         | Demi-finale     | -                  |
| 2007-2008 | Top 14      | 14              | Première division | 3e         | Demi-finale     | -                  |
| 2006-2007 | Top 14      | 14              | Première division | 1er        | Finale          | Champion de France |
| 2005-2006 | Top 14      | 14              | Première division | 2e         | Demi-finale     | -                  |
| 2004-2005 | Top 16      | 16              | Première division | 1er        | Finale          | -                  |
| 2003-2004 | Top 16      | 8               | Première division | 4e         | Finale          | Champion de France |
| 2002-2003 | Top 16      | 8               | Première division | 2e         | Finale          | Champion de France |
| 2001-2002 | Top 16      | 8               | Première division | 4e         | Qualification   | -                  |
| 2000-2001 | Pro D1      | 11              | Première division | 2e         | Quart de finale | -                  |
| 1999-2000 | Pro D1      | 12              | Première division | 2e         | Finale          | Champion de France |
| 1998-1999 | Pro D1      | 8               | Première division | 1er        | Quart de finale | -                  |
| 1997-1998 | Pro D1      | 10              | Première division | 1er        | Finale          | Champion de France |
| 1996-1997 | Groupe A2   | ?               | Seconde division  | ?          | -               | -                  |
| 1995-1996 | Groupe B    | ?               | Seconde division  | ?          | -               | -                  |

### Les finales du Stade français

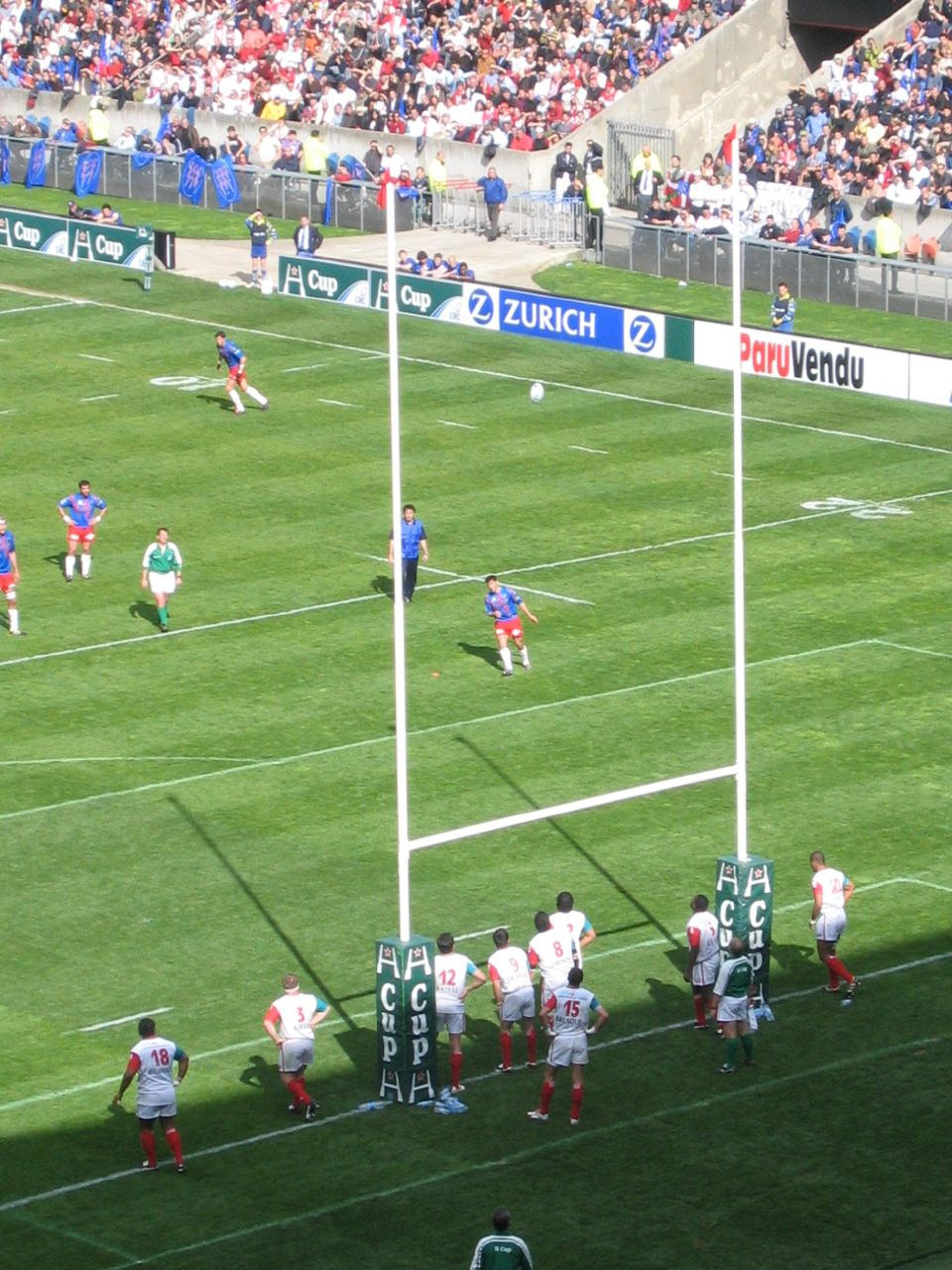
Stade français - Biarritz olympique, demi-finale de la coupe d'Europe 2005.

On accède à l'article qui traite d'une saison particulière en cliquant sur le score de la finale.
| Date de la finale | Vainqueur             | Finaliste             | Score      | Lieu de la finale                 | Spectateurs |
| 20 mars 1892      | Racing club de France | Stade français        | 4-3        | Bagatelle, Paris                  | 2 000       |
| 19 mai 1893       | Stade français        | Racing club de France | 7-3        | Bécon-les-Bruyères                | 1 200       |
| 18 mars 1894      | Stade français        | Inter NOS             | 18-0       | Bécon-les-Bruyères                | 1 500       |
| 17 mars 1895      | Stade français        | Olympique             | 16-0       | Vélodrome, Courbevoie             | ...         |
| 5 avril 1896      | Olympique             | Stade français        | 12-0       | Vélodrome, Courbevoie             | ...         |
| 1897              | Stade français        | Olympique             | 1          | ...                               | ...         |
| 1898              | Stade français        | Racing club de France | 2          | ...                               | ...         |
| 30 avril 1899     | Stade bordelais UC    | Stade français        | 5-3        | Stade Sainte-Germaine, Le Bouscat | 3 000       |
| 31 mars 1901      | Stade français        | Stade bordelais UC    | 0-3 3      | Stade Sainte-Germaine, Le Bouscat | ...         |
| 26 avril 1903     | Stade français        | SOE Toulouse          | 16-8       | Prairie des Filtres, Toulouse     | 5 000       |
| 27 mars 1904      | Stade bordelais UC    | Stade français        | 3-0        | La Faisanderie, Saint-Cloud       | 2 000       |
| 16 avril 1905     | Stade bordelais UC    | Stade français        | 12-3       | Stade Sainte-Germaine, Le Bouscat | 6 000       |
| 8 avril 1906      | Stade bordelais UC    | Stade français        | 9-0        | Parc des Princes, Paris           | 4 000       |
| 24 mars 1907      | Stade bordelais UC    | Stade français        | 14-3       | Stade Sainte-Germaine, Le Bouscat | 12 000      |
| 5 avril 1908      | Stade français        | Stade bordelais UC    | 16-3       | Colombes                          | 10 000      |
| 29 mai 1927       | Stade toulousain      | Stade français        | 19-9       | Stade des Ponts Jumeaux, Toulouse | 20 000      |
| 16 mai 1998       | Stade français CASG   | USA Perpignan         | 34-7       | Stade de France, Saint-Denis      | 78 000      |
| 15 juillet 2000   | Stade français CASG   | US Colomiers          | 28-23      | Stade de France, Saint-Denis      | 78 000      |
| 7 juin 2003       | Stade français CASG   | Stade toulousain      | 32-18      | Stade de France, Saint-Denis      | 78 000      |
| 26 juin 2004      | Stade français Paris  | USA Perpignan         | 38-20      | Stade de France, Saint-Denis      | 79 722      |
| 11 juin 2005      | Biarritz olympique    | Stade français Paris  | 37-34 AP 4 | Stade de France, Saint-Denis      | 79 475      |
| 9 juin 2007       | Stade français Paris  | ASM Clermont          | 23-18      | Stade de France, Saint-Denis      | 79 654      |
| 13 juin 2015      | Stade français Paris  | ASM Clermont          | 12-6       | Stade de France, Saint-Denis      | 79 000      |

1 Le titre fut décerné à l'issue d'une poule finale comprenant 5 clubs. Le Stade français eut 10 points, l'Olympique 8.

² Le titre fut décerné à l'issue d'une poule finale comprenant 6 clubs. Le Stade français eut 10 points, le Racing 6.

³ En 1901, le Stade bordelais gagna la finale à la régulière sur le score de 3-0. Mais l'USFSA annula le résultat et décida que la finale devait être rejouée à Paris, le Stade bordelais avait en effet fait jouer trois joueurs irrégulièrement. Le Stade bordelais refusant cette décision, le Stade français fut déclaré vainqueur sur tapis vert.

4 Plus grand nombre de points marqués en finale.
| Date de la finale | Vainqueur        | Finaliste            | Score    | Lieu de la finale       | Spectateurs |
| 19 mai 2001       | Leicester Tigers | Stade français CASG  | 34-30    | Parc des Princes, Paris | 44 000      |
| 22 mai 2005       | Stade toulousain | Stade français Paris | 18-12 AP | Murrayfield, Édimbourg  | 51 326      |

| Date de la finale | Vainqueur            | Finaliste            | Score | Lieu de la finale              | Spectateurs |
| 20 mai 2011       | Harlequins           | Stade français Paris | 19-18 | Cardiff City Stadium, Cardiff  | 12 236      |
| 17 mai 2013       | Leinster Rugby       | Stade français Paris | 34-13 | RDS Arena, Dublin              | 20 396      |
| 12 mai 2017       | Stade français Paris | Gloucester RFC       | 25-17 | Murrayfield Stadium, Edimbourg | 24 494      |

## Joueurs et personnalités du club

### Présidents successifs
- 1992 - 2011 :  Max Guazzini
  - Vice-président :  Thierry Gilardi (1997 - 2008)
- 2011 - 2017 :  Thomas Savare
  - Vice-président :  Richard Pool-Jones (2011 - 2017)
- 14 juin 2017 - 8 septembre 2019 :  Hubert Patricot
- Depuis le 8 septembre 2019 :  Hans-Peter Wild

### Directeurs généraux successifs
- 2007 - 2011 :  Mathias Poursine
- 2011 - 2017 :  Pierre Arnald
- 12 juillet 2017 - 4 novembre 2019 :  Fabien Grobon
- Depuis le 4 novembre 2019 :  Thomas Lombard

### Liste des entraîneurs
| Période                             | Entraîneur en chef           | Adjoint(s) | Titre(s)                                        |
| 1988-1994                           | Eugenio Stefan               | |                                                 |
| 1993-1994                           | Patrick Tagand               | |                                                 |
| 1994-1995                           | François Anne                | |                                                 |
| 1995-1996                           | Bernard Laporte              | Patrick Chenut Bernard Udari | Champion de France groupe B 1996                |
| 1996-1997                           | Bernard Laporte              | Denis Charvet Luc Stofft Daniel Servais |                                                 |
| 1997-1998                           | Bernard Laporte              | Daniel Servais Frederic Aubert | Champion de France 1998                         |
| 1998-Décembre 1999                  | Bernard Laporte              | Pierre Trémouille | Coupe de France 1999                            |
| Décembre 1999-Mai 2000              | Georges Coste                | Pierre Trémouille |                                                 |
| Mai - Juillet 2000                  | Auto-gestion                 | Entraînements dirigés par : Fabrice Landreau (avants) Diego Dominguez (arrières)                                                                         | Champion de France 2000                         |
| 2000-2002                           | John Connolly                | Paul Healy (arrières) |                                                 |
| 2002-2004                           | Nick Mallett                 | Steve Meehan (arrières) | Champion de France 2003 Champion de France 2004 |
| 2004-2005                           | Fabien Galthié               | Fabrice Landreau (avants) Steve Meehan (arrières) |                                                 |
| 2005-2008                           | Fabien Galthié               | Fabrice Landreau (avants) | Champion de France 2007                         |
| 2008-jusqu'à septembre 2009         | Ewen McKenzie                | Christophe Dominici (arrières) Fabrice Landreau (avants)                                                                                                 |                                                 |
| De septembre 2009 jusqu'à juin 2010 | Jacques Delmas               | Didier Faugeron (arrières) |                                                 |
| 2010-2011                           | Michael Cheika               | Didier Faugeron (arrières) Chris Whitaker |                                                 |
| 2011-2012                           | Michael Cheika               | Christophe Laussucq (arrières) Mario Ledesma (avants) Chris Whitaker                                                                                     |                                                 |
| 2012-2013                           | Richard Pool-Jones           | Christophe Laussucq (arrières) David Auradou (avants) |                                                 |
| 2013-2014                           | Gonzalo Quesada              | Patricio Noriega (avants) Jeff Dubois (arrières) |                                                 |
| 2014-2015                           | Gonzalo Quesada              | Simon Raiwalui (avants) Jeff Dubois (arrières) | Champion de France 2015                         |
| 2015-2016                           | Gonzalo Quesada              | Simon Raiwalui (avants) |                                                 |
| 2016-2017                           | Gonzalo Quesada              | Simon Raiwalui (avants) Greg Cooper (arrières) | Challenge européen 2017                         |
| 2017-Janvier 2018                   | Greg Cooper                  | Olivier Azam (avants) Julien Dupuy (arrières) |                                                 |
| Janvier - Juillet 2018              | Olivier Azam Julien Dupuy    | John Haggart (défense) |                                                 |
| 2018-2019                           | Heyneke Meyer                | Pieter de Villiers (avants) Paul O'Connell (touche) Mike Prendergast (arrières) John McFarland (défense) Julien Dupuy (skills, jusqu'au 10 janvier 2019) |                                                 |
| Juillet - Novembre 2019             | Heyneke Meyer                | Pieter de Villiers (avants) Dewald Senekal (touche) Ricardo Loubscher (arrières) John McFarland (défense) Laurent Sempéré (assistant avants)             |                                                 |
| 12 novembre 2019 - 2020             | Laurent Sempéré Julien Arias | |                                                 |
| 2020-2021                           | Gonzalo Quesada              | Laurent Sempéré (avants) Julien Arias (arrières) |                                                 |
| 2021-2022                           | Gonzalo Quesada              | Kobus Potgieter (adjoint) Laurent Sempéré (avants) Julien Arias (arrières)                                                                               |                                                 |
| 2022-2023                           | Gonzalo Quesada              | Kobus Potgieter (adjoint) Laurent Sempéré (avants) Julien Arias (arrières) Paul Gustard (défense) James Kent (skills)                                    |                                                 |
| Juillet - Novembre 2023             | Paul Gustard                 | Kobus Potgieter (adjoint) Morgan Parra (adjoint attaque/jeu au pied) James Kent (skills) Rémi Bonfils (adjoint) Boris Bouhraoua (adjoint)                |                                                 |
| Novembre 2023-2024                  | Laurent Labit Karim Ghezal   | Kobus Potgieter (adjoint) Morgan Parra (adjoint attaque/jeu au pied) Paul Gustard (défense) James Kent (skills)                                          |                                                 |
| Juillet 2024- 30 Septembre 2024     | Laurent Labit Karim Ghezal   | Kobus Potgieter (adjoint) Morgan Parra (adjoint attaque/jeu au pied) Paul Gustard (défense) Julien Tastet (avants)                                       |                                                 |
| 30 Septembre 2024 - 15 Octobre 2024 | Laurent Labit                | Kobus Potgieter (adjoint) Morgan Parra (adjoint attaque/jeu au pied) Paul Gustard (défense) Julien Tastet (avants)                                       |                                                 |
| 15 Octobre 2024 - 24 Février 2025   | Laurent Labit Paul Gustard   | Kobus Potgieter (adjoint) Morgan Parra (adjoint attaque/jeu au pied) Julien Tastet (avants)                                                              |                                                 |
| 24 Février 2025 - Juillet 2025      | Paul Gustard                 | Kobus Potgieter (adjoint) Morgan Parra (adjoint attaque/jeu au pied) Julien Tastet (avants)                                                              |                                                 |
| Juillet 2025 -                      | Paul Gustard                 | Perry Freshwater (avants) Morgan Parra (attaque) Ian Vass (skills) Rory Kockott (défense)                                                                |                                                 |

### Effectif 2025-2026
| Nom                      | Naissance         | Nationalité sportive | Sélections | Dernier club              | Arrivée au club |
| Talonneurs               | Talonneurs        | Talonneurs           | Talonneurs | Talonneurs                | Talonneurs      |
| ------------------------ | ----------------- | -------------------- | ---------- | ------------------------- | --------------- |
| Álvaro García            | 22 septembre 2003 | Espagne              | 16 (10)    | Unió Esportiva Santboiana | 2023            |
| Giacomo Nicotera         | 15 juillet 1996   | Italie               | 34 (15)    | Benetton Trévise          | 2024            |
| Lucas Peyresblanques     | 20 janvier 1998   | France               | -          | Biarritz olympique        | 2022            |
| Piliers                  |                   |                      |            |                           |                 |
| Sergo Abramishvili       | 20 novembre 2003  | Géorgie              | 3 (0)      | Khvamli Rugby             | 2021            |
| Moses Alo-Emile          | 18 janvier 2000   | Samoa                | -          | BSHS Rugby                | 2018            |
| Paul Alo-Emile           | 21 décembre 1991  | Samoa                | 25 (0)     | Melbourne Rebels          | 2015            |
| Isaac Koffi              | 28 septembre 2005 | France               | -          | Formé au club             | 2024            |
| Giorgi Melikidze         | 24 mai 1996       | Géorgie              | 30 (15)    | RC Rustavi Kharebi        | 2015            |
| Thierry Paiva            | 19 novembre 1995  | France               | -          | Stade rochelais           | 2025            |
| Deuxièmes lignes         |                   |                      |            |                           |                 |
| Pierre-Henri Azagoh      | 25 juillet 1998   | France               | 2 (0)      | RC Massy                  | 2019            |
| Paul Gabrillagues        | 3 juin 1993       | France               | 18 (10)    | Formé au club             | 2014            |
| Baptiste Pesenti         | 3 juillet 1997    | France               | 6 (0)      | Racing 92                 | 2022            |
| Setareki Turagacoke      | 12 juin 2006      | Fidji                | 2 (10)     | Lelean Memorial School    | 2023            |
| Troisièmes lignes aile   |                   |                      |            |                           |                 |
| Romain Briatte           | 18 février 1993   | France               | 1 (0)      | SU Agen                   | 2021            |
| Ryan Chapuis             | 12 décembre 1997  | France               | -          | Formé au club             | 2018            |
| Tanginoa Halaifonua      | 20 septembre 1996 | Tonga                | 14 (5)     | FC Grenoble               | 2023            |
| Mathieu Hirigoyen        | 12 décembre 1997  | France               | -          | Biarritz olympique        | 2022            |
| Pierre Huguet            | 5 octobre 1995    | France               | -          | Aviron bayonnais          | 2024            |
| Sekou Macalou            | 20 avril 1995     | France               | 20 (10)    | RC Massy                  | 2015            |
| Andy Timo                | 28 avril 2004     | France               | à sept     | RC Massy                  | 2023            |
| Troisièmes lignes centre |                   |                      |            |                           |                 |
| Iakopo Mapu (en)         | 4 novembre 1997   | Samoa                | 8 (5)      | Northampton Saints        | 2025            |
| Juan Martin Scelzo       | 12 février 2002   | Argentine            | -          | ASM Clermont              | 2022            |
| Yoan Tanga Mangene       | 29 novembre 1996  | France               | 3 (0)      | Stade rochelais           | 2024            |
| Demis de mêlée           |                   |                      |            |                           |                 |
| Paul Abadie              | 28 juillet 1994   | France               | -          | Union Bordeaux Bègles     | 2025            |
| Tawera Kerr-Barlow       | 15 août 1990      | Nouvelle-Zélande     | 27 (10)    | Stade rochelais           | 2025            |
| Thibault Motassi         | 2 janvier 2005    | France               | -          | Formé au club             | 2024            |
| Brad Weber               | 17 janvier 1991   | Nouvelle-Zélande     | 18 (30)    | Chiefs                    | 2023            |
| Demis d'ouverture        |                   |                      |            |                           |                 |
| Louis Carbonel           | 4 février 1999    | France               | 5 (16)     | Montpellier HR            | 2024            |
| Louis Foursans-Bourdette | 29 janvier 2002   | France               | -          | Montpellier HR            | 2024            |
| Zack Henry               | 1er janvier 1994  | Angleterre           | -          | Section paloise           | 2023            |
| Centres                  |                   |                      |            |                           |                 |
| Julien Delbouis          | 4 août 1999       | France               | -          | RC Massy                  | 2018            |
| Joe Marchant             | 16 juillet 1996   | Angleterre           | 26 (20)    | Harlequins                | 2023            |
| Noah Nene                | 14 octobre 2004   | France               | -          | → US Dax                  | 2023            |
| Tani Vili                | 31 octobre 2000   | France               | -          | RC Vannes                 | 2025            |
| Jeremy Ward              | 10 janvier 1996   | Afrique du Sud       | -          | Sharks                    | 2022            |
| Ailiers                  |                   |                      |            |                           |                 |
| Peniasi Dakuwaqa         | 9 avril 1997      | Fidji                | 1 (10)     | Tupapa-Maraerenga         | 2022            |
| Lester Etien             | 21 juin 1995      | France               | 2 (0)      | RC Massy                  | 2018            |
| Samuel Ezeala            | 11 décembre 1999  | Espagne              | -          | Section paloise           | 2024            |
| Mathis Ibo               | 22 janvier 2005   | France               | -          | Formé au club             | 2024            |
| Charles Laloi            | 31 juillet 2003   | France               | -          | Formé au club             | 2023            |
| Arrières                 |                   |                      |            |                           |                 |
| Léo Barré                | 20 août 2002      | France               | 9 (20)     | RC Massy                  | 2020            |
| Joe Jonas                | 31 décembre 2000  | Afrique du Sud       | -          | Biarritz olympique        | 2024            |
| Léo Monin                | 25 janvier 2002   | France               | -          | Formé au club             | 2022            |

### Joueurs emblématiques
1883-1913 : Les origines et les premiers titres
- Charles Beaurin
- Pierre Gaudermen
- Auguste Giroux
- Marcel Legrain
- Émile Lesieur
- Allan Muhr
- Joseph Olivier

1920-1946 : l'entre-deux guerres
- Robert Houdet
- Richard Majérus
- Pierre Moureu

1992-2011 : l'ère Guazzini
- Geoffrey Abadie (1995-2000)
- Pieter de Villiers (1995-2008)
- David Auradou (1996-2009)
- Hervé Chaffardon (1996-2004)
- Philippe Gimbert (1996-1999)
- Vincent Moscato (1996-1999)
- Serge Simon (1996-1999)
- Mathieu Blin (1997-2010)
- Franck Comba (1997-2003)
- Diego Domínguez (1997-2004)
- Christophe Dominici (1997-2008)
- Christophe Juillet (1997-2002)
- Christophe Laussucq (1997-2001)
- Marc Lièvremont (1997-2000)
- Thomas Lombard (1997-2004)
- Ludovic Loustau (1997-1999)
- Sylvain Marconnet (1997-2010)
- Christophe Moni (1997-2006)
- Cliff Mytton (1997-2003)
- Richard Pool-Jones (1997-2002)
- Pierre Rabadan (1998-2015)
- Brian Lima (1998-2001)
- Nicolas Raffault (1998-2002)
- Fabrice Landreau (1999-2004)
- Mike James (2000-2007)
- Patrick Tabacco (2000-2004)
- Fabien Galthié (2001-2003)
- Benoît August (2001-2004)
- Rémy Martin (2001-2008)
- Ignacio Corleto (2002-2009)
- Brian Liebenberg (2002-2011)
- Jérôme Fillol (2002-2003), (2004-2008) et (2011-2015)
- Mauro Bergamasco (2003-2011)
- Mirco Bergamasco (2003-2010)
- Stéphane Glas (2003-2009)
- Juan Martín Hernández (2003-2009)
- Agustín Pichot (2003-2007) et (2008-2009)
- David Skrela (2003-2008)
- Rodrigo Roncero (2004-2012)
- Julien Arias[37] (2004-2019)
- Sergio Parisse (2005-2019)
- Julien Saubade (2005-2009)
- Dimitri Szarzewski (2005-2012)
- Pascal Papé (2007-2017)
- Julien Dupuy[38] (2009-2017)

2011-2017 : l'ère Savare
- Hugo Bonneval (2009-2017)
- Djibril Camara[39] (2007-2019)
- Jonathan Danty (2011-2021)
- Alexandre Flanquart[39] (2009-2019)
- Paul Gabrillagues (2009-.)
- Sergio Parisse[39] (2005-2019)
- Pascal Papé (2007-2017)
- Jules Plisson[39],[40] (2010-2019)
- Rabah Slimani (2009-2017)
- Morné Steyn (2013-2019)
- Antoine Burban[39] (2006-2022)
- Waisea Nayacalevu (2012-2022)

2017- : l'ère Wild
- Sekou Macalou (2015-.)
- Paul Alo-Emile (2015-.)
- Yoann Maestri[40](2018-2022)
- Kylan Hamdaoui (2018-2024)
- Joris Segonds (2019-2024)

## Structure du club

### Évolution du budget
- 2010-2011 : 19,28 M€[41]
- 2011-2012 : 21,27 M€[41]
- 2012-2013 : 22,81 M€[41]
- 2013-2014 : 24,968 M€[42]
- 2014-2015 : 25,28 M€
- 2015-2016 : 27,65 M€[43]
- 2016-2017 : 27,6 M€[44]
- 2017-2018 : 30,16 M€[45]
- 2018-2019 : 34 M€[46]
- 2019-2020 : 40,2 M€[47]
- 2020-2021 : 38,8 M€[48]
- 2021-2022 : 39,1 M€[49]
- 2022-2023 : 41,378 M€[50]
- 2023-2024 : 45,3 M€[51]

### Section féminine
Le Stade français Paris a également une section féminine créée en 2011. Les joueuses sont appelées les « Pink Rockets ». Elles évoluent depuis 2018 en 1re division.